# Priepasné
Priepasné (hongarès: Hosszúhegy) és un poble i municipi d'Eslovàquia que es troba a la regió de Trenčín. El 2022 tenia 357 habitants. Fou fundat el 1957.

## Demografia
| Godina             | 1994 | 2004    | 2014   | 2024   |
| ------------------ | ---- | ------- | ------ | ------ |
| Nombre de persones | 426  | 345     | 373    | 350    |
| Diferència         |      | −19,01% | +8,11% | −6,16% |

| Godina             | 2023 | 2024   |
| ------------------ | ---- | ------ |
| Nombre de persones | 354  | 350    |
| Diferència         |      | −1,12% |